# Michel Perron
Michel Perron – brydżysta reprezentujący Francję, World Grand Master w kategorii Open (WBF), European Grand Master (EBL).

## Wyniki brydżowe

### Olimpiady
Na olimpiadach uzyskał następujące rezultaty:
| Olimpiady brydżowe. Zawody teamów | Olimpiady brydżowe. Zawody teamów | Olimpiady brydżowe. Zawody teamów    | Olimpiady brydżowe. Zawody teamów | Olimpiady brydżowe. Zawody teamów | Olimpiady brydżowe. Zawody teamów |
| Rok                               | Miejsce                           | Zawody                               | Kategoria                         | Drużyna                           | Pozycja                           |
| --------------------------------- | --------------------------------- | ------------------------------------ | --------------------------------- | --------------------------------- | --------------------------------- |
| 1998                              | Lozanna                           | 1. Mistrzostwa o Wielką Nagrodę MKOL | Open                              | France                            | 4                                 |
| 1992                              | Salsomaggiore                     | 9. Olimpiada Teamów                  | Open                              | France                            | 1                                 |
| 1984                              | Seattle                           | 7. Olimpiada Teamów                  | Open                              | France                            | 2                                 |
| 1980                              | Valkenburg                        | 6. Olimpiada Teamów                  | Open                              | France                            | 1                                 |

### Zawody światowe
W światowych zawodach zdobył następujące lokaty:
| Mistrzostwa Świata. Konkurencja teamów | Mistrzostwa Świata. Konkurencja teamów | Mistrzostwa Świata. Konkurencja teamów | Mistrzostwa Świata. Konkurencja teamów | Mistrzostwa Świata. Konkurencja teamów | Mistrzostwa Świata. Konkurencja teamów |
| Rok                                    | Miejsce                                | Zawody                                 | Kategoria                              | Drużyna                                | Pozycja                                |
| -------------------------------------- | -------------------------------------- | -------------------------------------- | -------------------------------------- | -------------------------------------- | -------------------------------------- |
| 2002                                   | Montreal                               | 11 Mistrzostwa Świata                  | Open                                   | Zimmermann                             | 9                                      |
| 2000                                   | Southampton                            | 34. Mistrzostwa Świata Teamów          | Trans                                  | Zimmermann                             | 21                                     |
| 1997                                   | Hammamet                               | 33. Mistrzostwa Świata Teamów          | Open                                   | France                                 | 1                                      |
| 1995                                   | Pekin                                  | 32. Mistrzostwa Świata Teamów          | Open                                   | France                                 | 3                                      |
| 1994                                   | Albuquerque                            | 9 Mistrzostwa Świata                   | Open                                   | Damiani                                | 5                                      |
| 1990                                   | Genewa                                 | 8. Mistrzostwa Świata                  | Open                                   | Reiplinger                             | 17                                     |
| 1986                                   | Miami Beach                            | 7. Mistrzostwa Świata                  | Open                                   | Damiani                                | 4                                      |
| 1982                                   | Biarritz                               | 6 Mistrzostwa Świata                   | Open                                   | Szwarc                                 | 23                                     |
| 1978                                   | Nowy Orlean                            | 5. Mistrzostwa Świata                  | Open                                   | Chemla                                 | 3                                      |

| Mistrzostwa Świata. Konkurencja par | Mistrzostwa Świata. Konkurencja par | Mistrzostwa Świata. Konkurencja par | Mistrzostwa Świata. Konkurencja par | Mistrzostwa Świata. Konkurencja par | Mistrzostwa Świata. Konkurencja par |
| Rok                                 | Miejsce                             | Zawody                              | Kategoria                           | Partner                             | Pozycja                             |
| ----------------------------------- | ----------------------------------- | ----------------------------------- | ----------------------------------- | ----------------------------------- | ----------------------------------- |
| 1994                                | Albuquerque                         | 9. Mistrzostwa Świata               | Open                                | Paul Chemla                         | 40                                  |
| 1986                                | Miami Beach                         | 7. Mistrzostwa Świata               | Open                                | Paul Chemla                         | 18                                  |
| 1982                                | Biarritz                            | 6. Mistrzostwa Świata               | Open                                | Christian Mari                      | 22                                  |

| Mistrzostwa Świata. Konkurencja indywidualna | Mistrzostwa Świata. Konkurencja indywidualna | Mistrzostwa Świata. Konkurencja indywidualna | Mistrzostwa Świata. Konkurencja indywidualna | Mistrzostwa Świata. Konkurencja indywidualna | Mistrzostwa Świata. Konkurencja indywidualna |
| Rok                                          | Miejsce                                      | Zawody                                       | Kategoria                                    | Pozycja                                      |                                              |
| -------------------------------------------- | -------------------------------------------- | -------------------------------------------- | -------------------------------------------- | -------------------------------------------- | -------------------------------------------- |
| 1998                                         | Ajaccio                                      | 4 Indywidualne Mistrzostwa Świata            | Open                                         | 10                                           |                                              |
| 1996                                         | Paryż                                        | 3. Indywidualne Mistrzostwa Świata           | Open                                         | 50                                           |                                              |
| 1994                                         | Paryż                                        | 2. Indywidualne Mistrzostwa Świata           | Open                                         | 34                                           |                                              |
| 1992                                         | Paryż                                        | 1. Indywidualne Mistrzostwa Świata           | Open                                         | 7                                            |                                              |

### Zawody europejskie
W europejskich zawodach zdobył następujące lokaty:
| Zawody europejskie. Konkurencja teamów | Zawody europejskie. Konkurencja teamów | Zawody europejskie. Konkurencja teamów | Zawody europejskie. Konkurencja teamów | Zawody europejskie. Konkurencja teamów | Zawody europejskie. Konkurencja teamów |
| Rok                                    | Miejsce                                | Zawody                                 | Kategoria                              | Drużyna                                | Pozycja                                |
| -------------------------------------- | -------------------------------------- | -------------------------------------- | -------------------------------------- | -------------------------------------- | -------------------------------------- |
| 2005                                   | Teneryfa                               | 2 Otwarte Mistrzostwa Europy           | Open                                   | Izisel                                 | 68                                     |
| 2003                                   | Mentona                                | 1. Otwarte Mistrzostwa Europy          | Open                                   | Zimmermann                             | 73                                     |
| 1997                                   | Montecatini                            | 43. Mistrzostwa Europy Teamów          | Open                                   | France                                 | 5                                      |
| 1995                                   | Vilamoura                              | 42. Mistrzostwa Europy Teamów          | Open                                   | France                                 | 2                                      |
| 1993                                   | Mentona                                | 41. Mistrzostwa Europy Teamów          | Open                                   | France                                 | 7                                      |
| 1987                                   | Brighton                               | 38. Mistrzostwa Europy Teamów          | Open                                   | France                                 | 7                                      |
| 1985                                   | Salsomaggiore                          | 37. Mistrzostwa Europy Teamów          | Open                                   | France                                 | 3                                      |
| 1981                                   | Birmingham                             | 35. Mistrzostwa Europy Teamów          | Open                                   | France                                 | 3                                      |
| 1979                                   | Lozanna                                | 34. Mistrzostwa Europy Teamów          | Open                                   | France                                 | 3                                      |

| Zawody europejskie. Konkurencja par | Zawody europejskie. Konkurencja par | Zawody europejskie. Konkurencja par | Zawody europejskie. Konkurencja par | Zawody europejskie. Konkurencja par | Zawody europejskie. Konkurencja par |
| Rok                                 | Miejsce                             | Zawody                              | Kategoria                           | Partner                             | Pozycja                             |
| ----------------------------------- | ----------------------------------- | ----------------------------------- | ----------------------------------- | ----------------------------------- | ----------------------------------- |
| 1997                                | Haga                                | 9 Mistrzostwa Europy Par            | Open                                | Paul Chemla                         | 272                                 |
| 1995                                | Rzym                                | 8 Mistrzostwa Europy Par            | Open                                | Paul Chemla                         | 10                                  |
| 1993                                | Bielefeld                           | 7. Mistrzostwa Europy Par           | Open                                | Paul Chemla                         | 47                                  |
| 1991                                | Montecatini                         | 6. Mistrzostwa Europy Par           | Open                                | Paul Chemla                         | 16                                  |
| 1989                                | Salsomaggiore                       | 5 Mistrzostwa Europy Par            | Open                                | Paul Chemla                         | 9                                   |
| 1987                                | Paryż                               | 4. Mistrzostwa Europy Par           | Open                                | Paul Chemla                         | 4                                   |
| 1985                                | Monte Carlo                         | 3. Mistrzostwa Europy Par           | Open                                | Paul Chemla                         | 1                                   |

## Klasyfikacja
- Michel Perron – klasyfikacja WBF (ang.)
- Michel Perron – klasyfikacja EBL (ang.)